# Paul Montel
Paul Antoine Aristide Montel (n. 29 aprilie 1876 – d. 22 ianuarie 1975) a fost un matematician francez, cunoscut mai ales pentru studiile sale în domeniul funcțiilor olomorfe din cadrul analizei complexe.
A fost studentul lui Henri Lebesgue și Émile Borel la Sorbona, iar printre studenți i-a avut pe Henri Cartan, Jean Dieudonné și Miron Nicolescu.